# Шрам (фільм, 1919)
Шрам (англ. The Scar) — американська драма режисера Френка Холл Крейна 1919 року.

## У ролях
- Кітті Гордон — Кора
- Ірвінг Каммінгс — Джордж Рейнолдс
- Дженні Еллісон — місіс Рейнолдс
- Ерік Мейн — Гастінгс
- Чарльз Дунган — Кавано
- Френк Фаррінгтон — Фаддей Табор
- Рут Фінлі — Френсіс Табор
- Пол Дусе — Вальдес
- Девід Герблін — Керіл Гаскілл
- Герберт Бредшоу — Віллард
- Амелі Барлеон — покоївка Кори